# Château le Mas-du-Clos
Ne pas confondre avec le circuit automobile au Château de Mornay (Bonnat), également dans le département de la Creuse.
Le château le Mas-du-Clos est un manoir situé au lieu-dit Les Puids, sur la commune de Saint-Avit-de-Tardes, dans le département de la Creuse, région Nouvelle-Aquitaine, France. Il est situé à 1,5km du château du Chier de Barmont (sur la même commune) et à environ 10 km d'Aubusson.

## Architecture
Le corps de logis est un plan carré, flanqué de deux tours rondes sur les côtés. Il présente, en façade, une orientation Est-Ouest et dispose de nombreuses dépendances (écuries, garages...).

## Circuit

Circuit « asphalte » du Mas du Clos

Le circuit de course automobile (« du Mas-du-Clos ») créé par Pierre Bardinon en 1963 sur le domaine du château, était internationalement reconnu comme étant l'un des meilleurs circuits au monde grâce à ses particularités (notamment son fameux dénivelé en courbe sur ~300m). Il est particulièrement connu pour abriter l'une des plus belles collections de voitures Ferrari,,,. 
Après la mort de son fondateur en 2012, le circuit « Asphalte » perdit son autorisation d'ouverture au public et un deuxième circuit en « terre battue » fut créé pour les SUV-4x4, par son fils Patrick Bardinon.
Il rouvre en 2022 après travaux de remise aux normes.